# Santapark

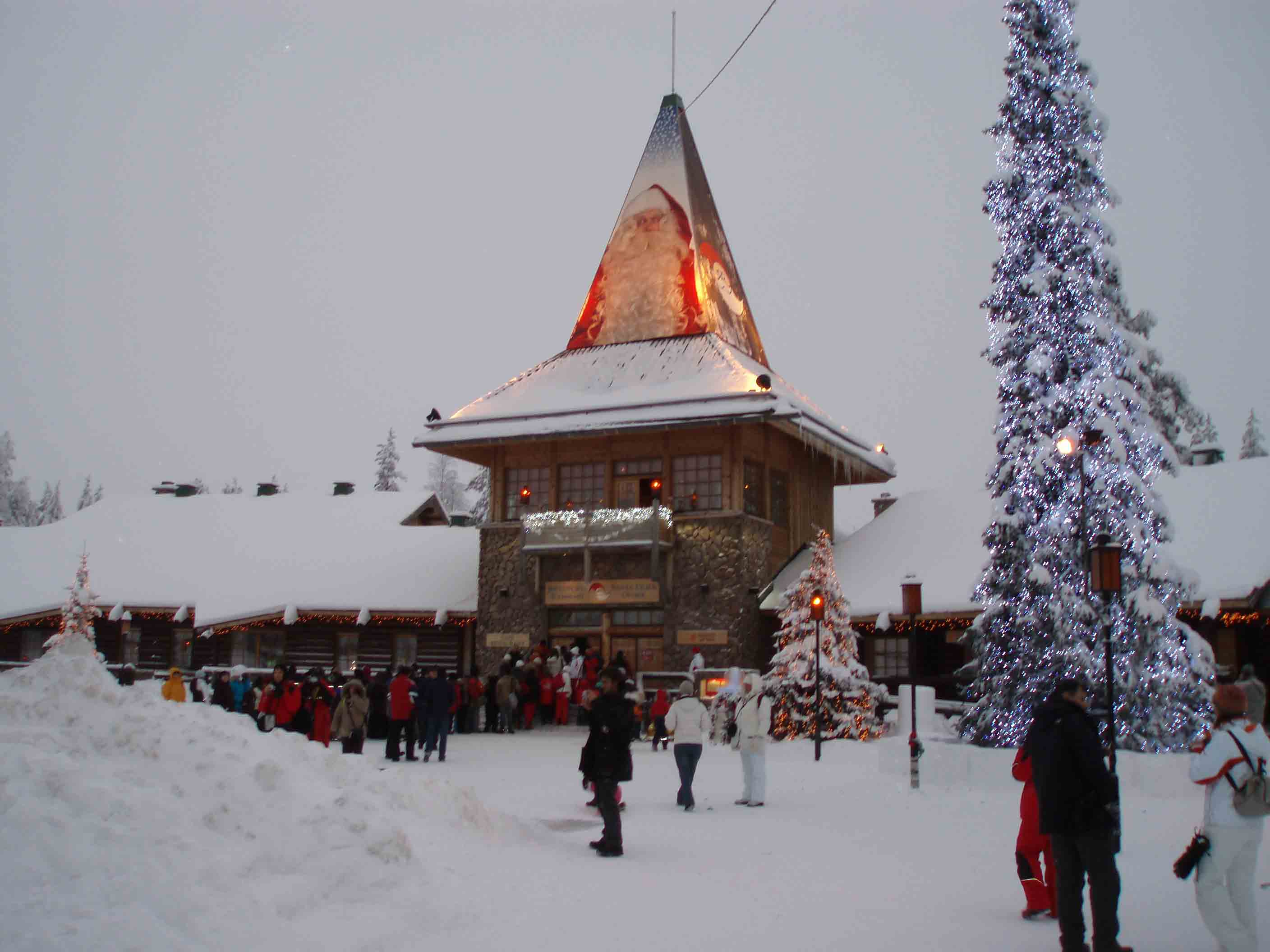
El poble de Santa Claus

El Santapark, la casa del Pare Noël a Rovaniemi, és un parc temàtic dedicat a Santa Claus.
És bastant lògic que es construís a Rovaniemi, és al cercle polar àrtic i l'aeroport és només a uns quants quilòmetres, la idea és que els visitants de tot el món volin a Finlàndia durant un cap de setmana o un parell de dies, per visitar Rovaniemi i SantaPark.
Els artesans fabriquen els seus productes de cara al públic i tothom hi pot participar. Les atraccions de SantaPark permeten fer una màgica excursió en trineu amb el ren Rodolf de nas vermell o exercitar-se amb un dels helicòpters a pedals del Pare Noël. La muntanya de cristall permet a la imaginació envolar-se. I enmig de les pilotes, hom es creuria verdaderament en el fons del mar.
Està construït en una cavitat artificial enorme a les roques dures de Finlàndia. Un túnel llarg de 200 m condueix a una cambra central amb un anell al seu voltant. La cambra i l'anell estan connectats per túnels. La presentació sencera sembla bastant futurista.
La famosa oficina de correus del Pare Noël està situat aquí, en el Cercle Polar, al costat de Rovaniemi. Els dies de Nadal, un gran nombre de follets assistents molt enfeinats són al seu servei. Totes les cartes i paquets enviats a aquestes oficines seran lliurades amb l'autèntic tampó del Cercle Polar.

## Història i concepte de negoci
SantaPark es va obrir el 28 de novembre de 1998 com a parc d'atraccions. El concepte va ser creat per Santaworld Ltd. (Regne Unit) i el cost de construcció va ser de 6,7 milions d'euros. La propietat estava formada per empreses finlandeses com Finnair, MTV, Sampo, Lasten Päivän Säätiö, Posti. També hi va participar-hi el Ministeri de Comerç i Indústria. Com a parc d'atraccions Santa Park no va assolir els seus objectius econòmics. L'any 2002 es va intentar la renovació del concepte amb una nova estructura de propietat on hi participava el municipi de Rovaniemi. El nou concepte presentava el Pare Noel, el Nadal i la cultura i la natura lapones. El 24 de març de 2009, la propietat es va transferir a Santa's Holding Ltd., on la majoria estan en mans del Sr. Ilkka Länkinen i la Sra. Katja Ikäheimo-Länkinen. Actualment, un altre propietari amb accions de SantaPark és Lappset Group Oy. Els antics propietaris són Eero Sarin, Lasten Päivän Säätiö, Sampo Oyj, Tapsan Tapuli Oy, TeliaSonera Finland Oyj, MTV Oy i el diari lapon Lapin Kansa Oy. Els nous propietaris Ilkka Länkinen i Katja-Ikäheimo Länkinen han anunciat que es centraran més en les vendes i el màrqueting de SantaPark.

## Atraccions
Les atraccions de SantaPark inclouen:
- Espectacle de màgia de Nadal
- Oficina del Pare Noel
- Oficina de correus
- Forn de la Senyora Gingerbread
- Tren màgic Escola d'Elfs
- Taller d'Elfs
- Galeria de gel
- Creuament del cercle polar àrtic
- Museu Arktikum

També hi ha una fàbrica de joguines, una zona comercial i un café anomenat Kota Hut Cafe.

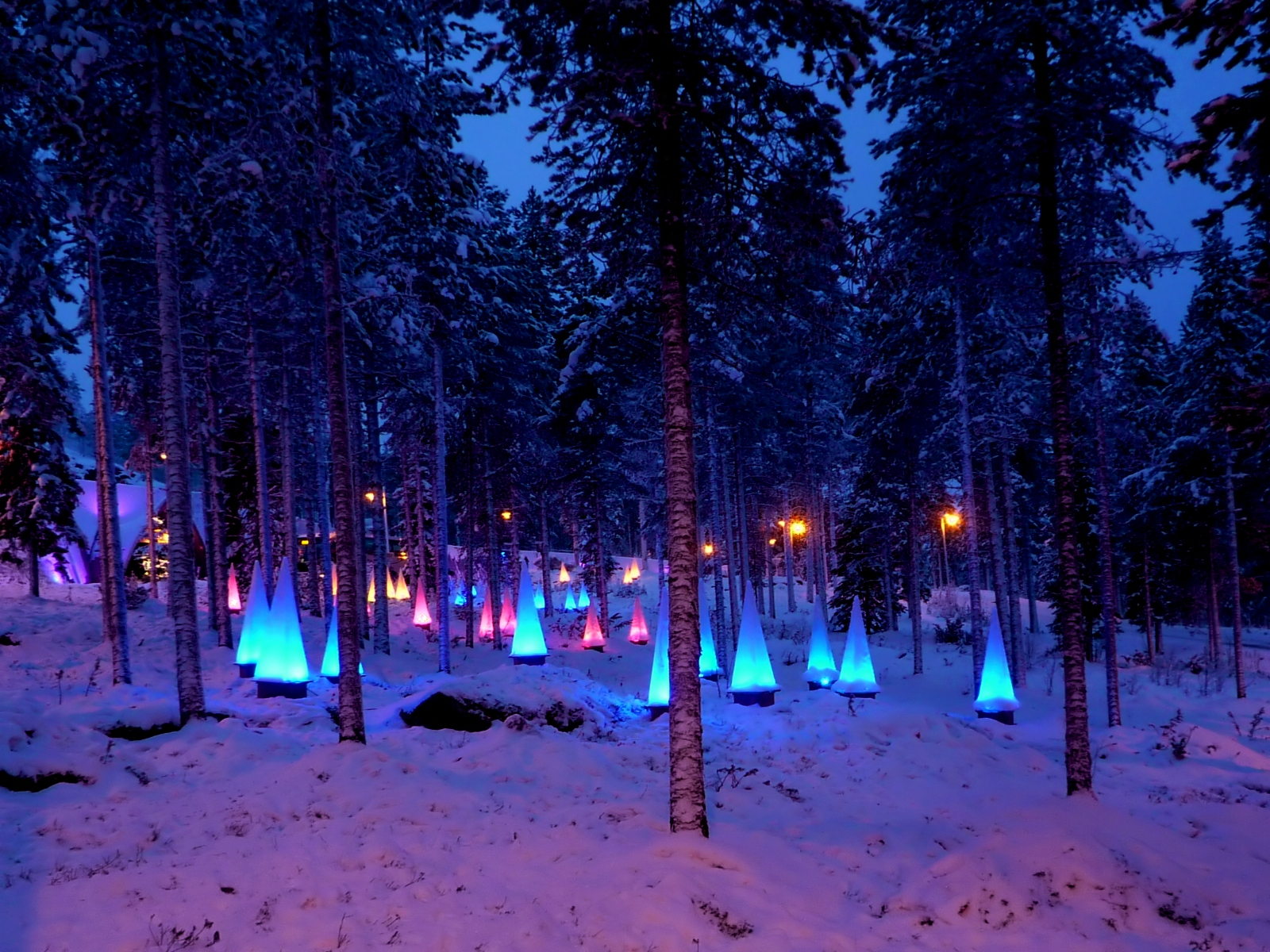
L'entrada al Santa Park a Rovaniemi, Lapònia, Finlàndia

## Arquitectura
El parc temàtic es troba en una caverna dins de la roca on els visitants baixen a través d'un gran portal. L'espai va ser dissenyat originalment com a refugi antiaeri.

## Ubicació i transport
Es pot arribar a SantaPark amb cotxe per la carretera nacional 4. Es troba a uns 9 km al nord-est de Rovaniemi i a uns 2 km de l'aeroport de Rovaniemi. Durant tot l'any s'ofereixen vols freqüents des de Hèlsinki i altres ciutats a Rovaniemi. La majoria de turistes internacionals fan transbord a l'aeroport de Hèlsinki-Vantaa. També a l'època nadalenca hi ha molts vols xàrter des de Suècia, el Regne Unit i altres països que volen directament a Rovaniemi. A més, hi ha vols de Ryanair a Tampere que també tenen connexió regular amb Rovaniemi. Finalment, hi ha connexions regulars d'autobús i tren amb la majoria de ciutats importants de Finlàndia. El transport local el proporciona Santa's Express (línia d'autobús número 8) des del centre de Rovaniemi fins a SantaPark i Santa Claus Village. El viatge amb autobús a SantaPark dura uns 15 minuts.

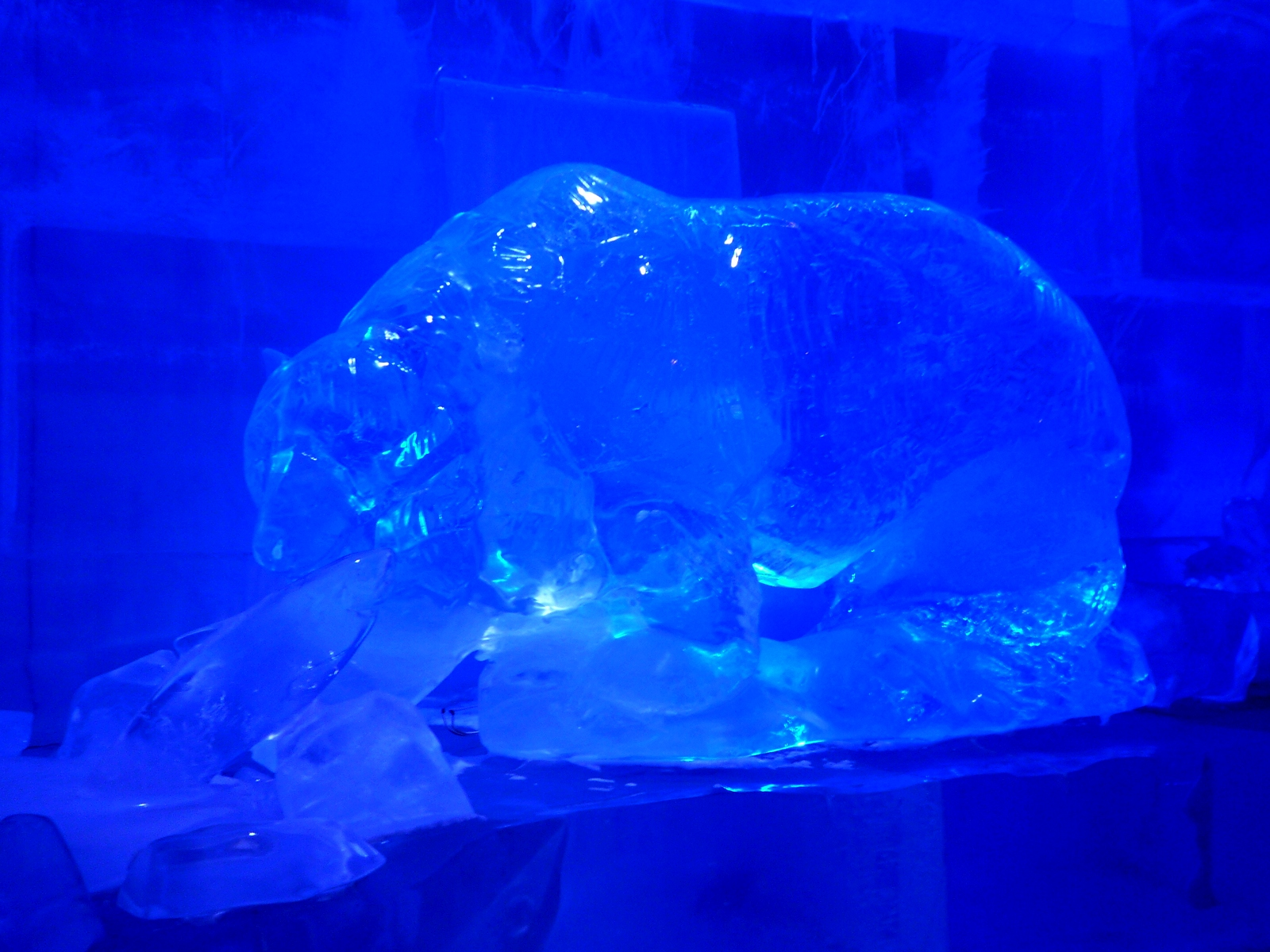
Una escultura de gel del parc